# 片川優子
片川 優子（かたかわ ゆうこ、1987年 - ）は、日本の作家。

## 略歴
東京都生まれ。白百合学園高等学校出身。2003年（平成15年）、中学3年生のとき執筆した小説『佐藤さん』で第44回講談社児童文学新人賞に佳作入選（当時高校1年生）、翌年刊行されデビュー。
2004年（平成16年）、第19回全国高等学校文芸コンクール小説部門優秀賞受賞。その後麻布大学獣医学部に進学し、同大学分子生物学研究室所属。2015年時点で同大学大学院博士課程在学中。

## 主な著書
- 『佐藤さん』（講談社） 2004年 ISBN 4-06-212467-X 、のち講談社文庫 2007年 ISBN 978-4-06-275751-5
- 『ジョナさん』（講談社） 2005年 ISBN 4-06-213076-9 、のち講談社文庫 2010年 ISBN 978-4-06-276273-1
- 『動物学科空手道部1年高田トモ!』（双葉社） 2008年 ISBN 978-4575236347 、のち双葉文庫 2011年 ISBN 978-4575514230
- 『100㎞!』（講談社） 2010年 ISBN 978-4-06-216455-9 、のち改題文庫化『明日の朝、観覧車で』（講談社文庫） 2015年 ISBN 978-4-06-277646-2
- 『チロル、プリーズ』（講談社） 2011年 ISBN 978-4-06-217068-0
- 『動物学科空手道部2年高田トモ!』（双葉社、双葉文庫） 2011年 ISBN 978-4575514230
- 「東京プリン」‐『YA! アンソロジー 初恋リアル』（講談社） 2009年 ISBN 978-4-06-269422-3 に収録
- 『動物学科空手道部卒業高田トモ!』（双葉社、双葉文庫） 2014年 ISBN 978-4575516678
- 『ただいまラボ』（講談社） 2015年 ISBN 978-4062185769